# Castelnovo di Sotto
Castelnovo di Sotto (Castelnōv in dialetto reggiano) è un comune italiano di 8 715 abitanti della provincia di Reggio Emilia in Emilia-Romagna, nella Bassa reggiana, dista 25 km dal capoluogo di provincia.

## Storia
È appurato che tra l'800 e il 900 la zona subì l'invasione degli Ungari. Tuttavia il primo documento che attesta l'esistenza di un nucleo abitato nell'area in cui sorge l'attuale paese risale al 980; in esso si dà conto di una compravendita avvenuta in Castronovum. Il toponimo esprime l'originaria vocazione militare del borgo che, appunto, sorse attorno a un "castrum" cioè ad un forte che, nel corso del tempo, acquisì sempre maggiore rilevanza strategica fino a diventare, intorno al 1200, una rocca di una certa importanza. Signori del luogo furono così casati di antico blasone come i Canossa, i Visconti, i Terzi. Il dominio sul paese fu però a lungo conteso soprattutto tra i Da Correggio e gli Este.
Nel 1366 Bernabò Visconti assegnano il feudo di Meletole e Castelnovo di Sotto a Luchino Dal Verme. Nel 1386 Antonio da Correggio vendette parte della Rocca a Jacopo Dal Verme, figlio di Luchino dal Verme ed erede. Alla morte di Jacopo il feudo passò al figlio Luigi Dal Verme, conte di Bobbio, Voghera e signore di Castel San Giovanni e della val Tidone. Nei primi decenni del Quattrocento si alternarono nel suo dominio i Duchi di Milano (Visconti e Sforza) e gli Estensi. Nel 1447 lo riebbe il Marchese Leonello d'Este. Tornato ai Duchi di Milano nel 1457 rientrò in possesso nel 1479 del Duca di Ferrara Ercole I d'Este insieme con Brescello e da lui uniti al Ducato di Modena e Reggio. Dopo il periodo di occupazione pontificia (1513-1527) rimase sempre agli Estensi. Nel 1652 il duca Francesco d'Este vendette il feudo al ramo veronese dei Gherardini di Montagliari che lo tennero fino alla napoleonica Campagna d'Italia, a seguito della quale, nel 1796, Castelnovo fu proclamato "Libero Comune" ed entrò così a far parte dapprima della Repubblica Reggiana e poi della Repubblica Cisalpina. Con la Restaurazione il paese tornò ad essere un possedimento estense, fino all'avvento dell'Unità d'Italia a cui diede un importante contributo, durante l'intera vicenda risorgimentale, il più illustre figlio di Castelnovo (pur essendo egli originario, in verità, della frazione di Meletole), quel Luigi Melegari che fu, oltre che diplomatico e ministro degli esteri del Governo Depretis I, un ardente seguace delle idee mazziniane nonché cofondatore della Giovine Italia. Nel 2001 Castelnovo è stato insignito del titolo di Città.

### Simboli

#### Gonfalone
Lo stemma e il gonfalone sono stati concessi con DPR del 20 ottobre 1967 ma il simbolo dell'aquila era già in uso da alcuni secoli ed è stato reperito nell'Archivio di Stato di Reggio Emilia. Secondo la tradizione risalirebbe ad una concessione dell'imperatore Federico II e al periodo della signoria dei feudatari imperiali, i principi Da Correggio che avevano l'aquila imperiale nel capo del loro blasone.
Secondo un'altra versione non sarebbe altro che l'aquila napoleonica imposta a molte comunità durante il dominio francese.

## Monumenti e luoghi d'interesse

### La Rocca (Municipio)
L'edificio originale, intorno al quale sorse il borgo, fu edificato, stando alle cronache, intorno all'anno 1000 da Sigifredo di Lucca, capostipite della casata dei Canossa. Successivamente ampliata, la Rocca fu fatta ricostruire nel 1318 da Giberto IV da Correggio. Nel corso dei secoli l'edificio ha subito numerose modifiche, pur conservando tutt'oggi i tratti originari di fortezza militare a scopi difensivi, come appare evidente dalla pianta quadrangolare compatta su tre livelli più sottotetto; sulla copertura poi si erge una torretta e la facciata è preceduta da un avancorpo porticato. La ristrutturazione più incisiva si ebbe nel Settecento quando la rocca fu convertita dal marchese Gherardini in residenza civile, circondata da un parco creato su disegno di Geminiano Macagni. Nel 1869 la proprietà dell'edificio passò alla famiglia Chioffi. Nel 1903 la Rocca divenne infine sede del Municipio e così, nel 1910, si decise che la sala del Consiglio fosse adeguatamente decorata, affidando il lavoro pittorico a Radames Dossi. Nel 1995, col sostegno della Regione Emilia-Romagna, la Rocca è stata oggetto di un accurato intervento di restauro conservativo.

### Chiesa di Sant'Andrea Apostolo
L'impianto originario della chiesa parrocchiale, dedicata a Sant'Andrea apostolo, risale al X secolo allorché Adalberto da Canossa fece erigere un nuovo tempio al posto di un antico oratorio longobardo. Nel 1230 la chiesa castelnovese è annoverata come cappella del Plebanato di Campegine. Successivamente ampliata, l'edificio altomedievale andò verosimilmente distrutto in un incendio (nel quale fu gravemente danneggiata anche la rocca) agli inizi del XV secolo. Ricostruita ex novo, la nuova chiesa è menzionata in un documento del 1443 recante la concessione di un'indulgenza. Anche il secondo edificio tuttavia appare già nel XVII secolo in stato di grave degrado sicché, nel 1712, si decide per una radicale ristrutturazione, affidata all'architetto reggiano Prospero Matteoli, che ha conferito al luogo di culto l'aspetto attuale. L'interno è ad una sola navata con cupola e sei altari. Nel 1828 la parrocchia passò alla Diocesi reggiana; attualmente è sede di vicariato foraneo, in unione con Sant'Ilario.

## Società

### Evoluzione demografica
Abitanti censiti

### Etnie e minoranze straniere
Al 31 dicembre 2023 gli stranieri residenti nel comune sono 1.079, pari al 12,37% della popolazione.:

## Cultura
Il Carnevale di Castelnovo di Sotto è uno dei carnevali più antichi d'Italia, con origini che risalgono al XVI secolo.

## Infrastrutture e trasporti

### Ferrovie
Castelnovo di Sotto è sprovvista di una propria stazione ferroviaria, anche se fino al 1955, anno in cui fu smantellata la linea, era servita da una stazione lungo la ferrovia Reggio Emilia-Boretto.

## Amministrazione
Di seguito è presentata una tabella relativa alle amministrazioni che si sono succedute in questo comune.
| Periodo          | Periodo          | Primo cittadino   | Partito             | Carica              | Note   |
| ---------------- | ---------------- | ----------------- | ------------------- | ------------------- | ------ |
| 22 luglio 1985   | 26 ottobre 1991  | Loris Marconi     | PCI, PDS            | Sindaco             | [ 15 ] |
| 26 ottobre 1991  | 14 giugno 1999   | Gianni Dell'Aglio | PDS                 | Sindaco             | [ 15 ] |
| 14 giugno 1999   | 8 giugno 2009    | Roberta Mori      | centro-sinistra     | Sindaco             | [ 15 ] |
| 8 giugno 2009    | 22 gennaio 2013  | Simone Montermini | Partito Democratico | Sindaco             | [ 15 ] |
| 22 gennaio 2013  | 12 febbraio 2013 | Paola Spatuzza    | -                   | Comm. prefettizio   | [ 15 ] |
| 22 febbraio 2013 | 27 maggio 2013   | Adriana Cogode    | -                   | Comm. straordinario | [ 15 ] |
| 27 maggio 2013   | 11 giugno 2018   | Maurizio Bottazzi | Partito Democratico | Sindaco             | [ 15 ] |
| 11 giugno 2018   | -                | Francesco Monica  | Partito Democratico | Sindaco             | [ 15 ] |